# Siervas de la Caridad
La Congregación de las Siervas de la Caridad (oficialmente en latín: Congregatio Ancillarum a Charitate y cooficialmente en italiano: Congregazione delle Ancelle della Carità) es una congregación religiosa católica femenina de derecho pontificio fundada por la religiosa italiana María Crucificada Di Rosa (Paola Di Rossa) en Brescia, el 18 de mayo de 1840, para la asistencia sanitaria y educativa. A las religiosas de este instituto se les conoce como siervas de la Caridad y posponen a sus nombres las siglas A.D.C.

## Historia

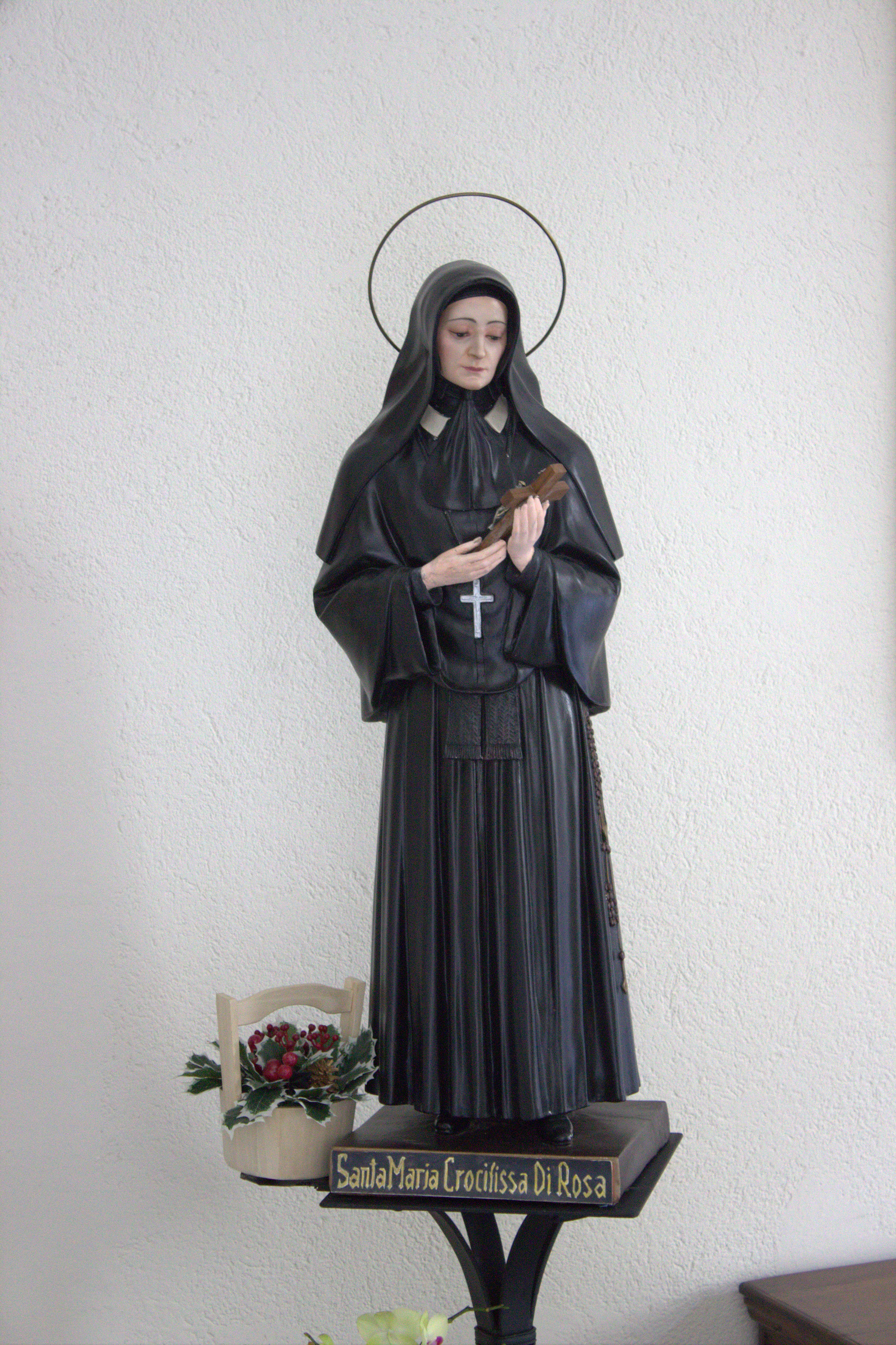
María Crucificada Di Rosa (1813-1855), fundadora de la congregación. Es venerada como santa en la Iglesia católica.

Paola Di Rossa, con la ayuda de Faustino Pinzoni y Gabriella Echenos Bornati, dio inicio a una nueva congregación religiosa para la asistencia de los enfermos y para la educación de la juventud el 18 de mayo de 1840 en Brescia. El emperador Fernando dio su aprobación al instituto como Pía Asociación el 7 de mayo de 1844 y el papa Pío IX les reconoció como congregación de derecho pontificio el 8 de abril de 1851.
Las primeras religiosas vistieron el hábito en 1952, entre ellas la fundadora que cambió su nombre por María Crucificada. Rápidamente, el instituto se expandió por varias localidades del territorio bresciano y luego por Italia, entre las que destacan las fundaciones de Údine, Ragusa y Trieste. Es de notar que la sucesora de María Crucificada, Luigia Tedeschi, fundó 66 nuevas casas, y la segunda generación de religiosas, alcanzó a fundar más de 300. Las primeras fuera de Italia se fundaron en Yugoslavia (1940).

## Organización
La Congregación de las Siervas de la Caridad es un instituto religioso centralizado, cuyo gobierno lo ejerce la superiora general. Se divide en dos provincias y dos delegaciones, cada una gobernada por su superiora provincial o delegada, respectivamente. La sede central se encuentra en Brescia.
Las Siervas de la Caridad se dedican a la asistencia hospitalaria, trabajan incluso en los hospitales civiles. Atienden además a niños y ancianos, en sus orfanatos y casas y de reposo. Algunas comunidades cuentan con institutos educativos. En 2015, la congregación contaba con unas 808 religiosas y 86 comunidades, presentes en: Bosnia y Herzegovina, Brasil, Burundi, Croacia, Ecuador, Italia y Ruanda.